# Род оружаних снага
Родови војске (енгл. branch of the army) су делови копнене војске, а у неким земљама и других видова оружаних снага који имају истородно основно наоружање и опрему, специфичну организацију и обуку, као и начин употребе у борби. Примера ради, основни родови копнене војске су: пешадија, артиљерија, оклопне јединице и ПВО (до 1945. и коњица), док су помоћни родови инжињерија и веза.